# Solaster intermedius
Solaster intermedius is een zeester uit de familie Solasteridae.
De wetenschappelijke naam van de soort werd in 1939 gepubliceerd door Ryoji Hayashi.